# Arnedo (gemeente)
Arnedo is een gemeente in de Spaanse provincie en regio La Rioja met een oppervlakte van 85,40 km². Arnedo telt 14.609 inwoners (1 januari 2016).

## Demografische ontwikkeling
Bron: INE; 1857-2011: volkstellingen
Opm.: In 1981 werd Turruncún aangehecht